# أليكس فيرمولين
أليكس فيرمولين (بالهولندية: Alex Vermeulen)‏ هو فنان فيديو ومصور هولندي، ولد في 9 ديسمبر 1954 في آيندهوفن في هولندا.